# Caldenave
La Val Caldenave una valle montana situata nel territorio del comune di Scurelle. La valle è praticata da turisti sia in estate sia in inverno.

## Geografia
La valle è situata nel mezzo della catena del Lagorai e è tra varie cime tra cui:
- cima Trento
- cima Orsera

Nella valle è presente un valido sentiero che si collega con altre molte valli e luoghi montuosi. Essa è attraversata dal Rio Caldenave, principale affluente del torrente Maso di Spinelle. Inoltre nella valle è presente un rifugio.

## Storia
Nel 1914, allo scoppio della prima guerra mondiale, la valle fu interessata dagli scontri tra l'esercito italiano e austro-ungarico, tanto che ancora oggi non è raro imbattersi in cimeli storici dell'epoca. Negli anni '60 venne costruita la stalla e poi anche il rifugio.